# American Music Awards de 2012
O American Music Awards de 2021 foi realizado em 18 de novembro de 2012, no Nokia Theatre em Los Angeles, no Estados Unidos. A cerimônia premiou os artistas e álbuns mais populares do ano de 2012, e foi transmitida ao vivo pela rede de TV ABC.
Os indicados haviam sido anunciados em 9 de outubro de 2012, pela cantora Christina Aguilera, e uma nova categoria fora incluída, a de Electronic Dance Music (EDM). O cantor canadense Justin Bieber ganhou os três prêmios a que concorria, e dos quatro prêmios a que concorriam, Nicki Minaj ganhou dois, e Rihanna um. Katy Perry ganhou uma de suas duas indicações, enquanto Adele e Taylor Swift ganharam, cada uma, o prêmio ao qual foram indicadas.

## Apresentações
| Artista(s)                       | Canção(ões)                                                                                | Apresentado(s) por         |
| -------------------------------- | ------------------------------------------------------------------------------------------ | -------------------------- |
| Usher                            | "Numb" "Climax" "Can't Stop Won't Stop"                                                    | —                          |
| Carly Rae Jepsen                 | "This Kiss" Call Me Maybe"                                                                 | Lucy Hale Phillip Phillips |
| The Wanted                       | "I Found You"                                                                              | —                          |
| Kelly Clarkson                   | "Miss Independent" Since U Been Gone" Stronger (What Doesn't Kill You)" Catch My Breath"   | Randy Jackson              |
| Kesha                            | "Die Young"                                                                                | Cyndi Lauper               |
| No Doubt                         | "Looking Hot"                                                                              | Karmin                     |
| Taylor Swift                     | "I Knew You Were Trouble"                                                                  | Florida Georgia Line       |
| Linkin Park                      | "Burn It Down"                                                                             | —                          |
| Nicki Minaj                      | "Freedom"                                                                                  | —                          |
| P!nk                             | "Try"                                                                                      | Heidi Klum                 |
| Justin Bieber Nicki Minaj        | "As Long As You Love Me" (Justin Bieber) "Beauty and a Beat" (Justin Bieber e Nicki Minaj) | Carly Rae Jepsen           |
| Christina Aguilera               | "Lotus Intro" Army of Me" Let There Be Love"                                               | Gloria Estefan             |
| Pitbull Christina Aguilera       | "Don't Stop the Party" (Pitbull) "Feel This Moment" (Pitbull e Christina Aguilera)         | —                          |
| Carrie Underwood                 | "Two Black Cadillacs"                                                                      | Luke Bryan Jenny McCarthy  |
| Swizz Beatz Chris Brown Ludacris | "Everyday Birthday"                                                                        | Brandy                     |
| Stevie Wonder                    | Tributo a Dick Clark: "Master Blaster (Jammin')" "My Cherie Amour" "Sir Duke"              | Ryan Seacrest              |
| Psy MC Hammer                    | "Gangnam Style" "2 Legit 2 Quit"                                                           | will.i.am                  |

## Vencedores e indicados
| Artista do Ano (apresentado por will.i.am)                                            | Artista Revelação (apresentado por Backstreet Boys)                                                                           |
| ------------------------------------------------------------------------------------- | --- |
| - Justin Bieber - Drake - Maroon 5 - Katy Perry - Rihanna                             | - Carly Rae Jepsen - J. Cole - fun. - Gotye - One Direction                                                                   |
| Cantor de Pop/Rock Favorito (apresentado por Ryan Seacrest)                           | Cantora de Pop/Rock Favorita                                                                                                  |
| - Justin Bieber - Flo Rida - Pitbull - Usher                                          | - Katy Perry - Kelly Clarkson - Nicki Minaj - Rihanna                                                                         |
| Banda/Dupla/Grupo de Pop/Rock Favorito                                                | Álbum de Pop/Rock Favorito (apresentado por Luke Bryan e Jenny McCarthy)                                                      |
| - Big Time Rush - fun. - One Direction - The Wanted                                   | - Believe – Justin Bieber - Overexposed – Maroon 5 - Pink Friday: Roman Reloaded – Nicki Minaj - Up All Night – One Direction |
| Cantor de Country Favorito (apresentado por Lady Antebellum)                          | Cantora de Country Favorita (apresentado por Eric Stonestreet)                                                                |
| - Luke Bryan - Jason Aldean - Eric Church                                             | - Taylor Swift - Miranda Lambert - Carrie Underwood                                                                           |
| Banda/Dupla/Grupo de Country Favorito (apresentado por Colbie Caillat e Gavin DeGraw) | Álbum de Country Favorito (apresentado por Neon Trees)                                                                        |
| - Lady Antebellum - Zac Brown Band - Rascal Flatts                                    | - Blown Away – Carrie Underwood - Tailgates & Tanlines – Luke Bryan - Tuskegee – Lionel Richie                                |
| Artista de Rap/Hip Hop Favorito (apresentado por Hayden Panettiere e 50 Cent)         | Álbum de Rap/Hip Hop Favorito (apresentado por Stacy Keibler e Ne-Yo)                                                         |
| - Nicki Minaj - Drake - Tyga                                                          | - Pink Friday: Roman Reloaded – Nicki Minaj - Cole World: The Sideline Story – J. Cole - Take Care – Drake                    |
| Cantor de Soul/R&B Favorito (apresentado por Jennifer Morrison e Ginnifer Goodwin)    | Cantora de Soul/R&B Favorita                                                                                                  |
| - Usher - Chris Brown - Trey Songz                                                    | - Beyoncé - Mary J. Blige - Rihanna                                                                                           |
| Álbum de Soul/R&B Favorito                                                            | Artista Alternativo Favorito (apresentado por Kerry Washington e Apolo Ohno)                                                  |
| - Talk That Talk – Rihanna - Fortune – Chris Brown - Looking 4 Myself – Usher         | - Linkin Park - The Black Keys - Gotye                                                                                        |
| Artista Adulto Contemporâneo Favorito                                                 | Artista Latino Favorito |
| - Adele - Kelly Clarkson - Train                                                      | - Shakira - Don Omar - Pitbull                                                                                                |
| Artista Inspirador Contemporâneo Favorito                                             | Artista de Electronic Dance Music Favorito (apresentado por Elisha Cuthbert e Kelly Rowland)                                  |
| - tobyMac - Jeremy Camp - Newsboys                                                    | - David Guetta - Calvin Harris - Skrillex                                                                                     |